# Vittorio Pozzo
Vittorio Pozzo (ur. 12 marca 1886 w Turynie, zm. 21 grudnia 1968 w Ponderano) – włoski piłkarz, trener piłkarski.

## Kariera piłkarska
Vittorio Pozzo w czasie swojej kariery piłkarskiej reprezentował barwy szwajcarskiego Grasshoppers Zurych i włoskiego Torino FC.

## Kariera trenerska
Pozzo po zakończeniu kariery piłkarskiej rozpoczął karierę trenerską. W 1912 roku objął reprezentację Włoch, która występowała na igrzyskach olimpijskich 1912 w Sztokholmie, gdzie rozegrała ona trzy mecze: porażka po dogrywce z Finlandią (2:3), zwycięstwo ze Szwecją (1:0) i porażka z Austrią (1:5).
Następnie w latach 1912–1922 był trenerem Torino FC, a także dwukrotnie przez krótki czas prowadził reprezentację Włoch (1921 i 1924), a w latach 1924–1926 był trenerem AC Milan.

### Reprezentacja Włoch (1929-1948)

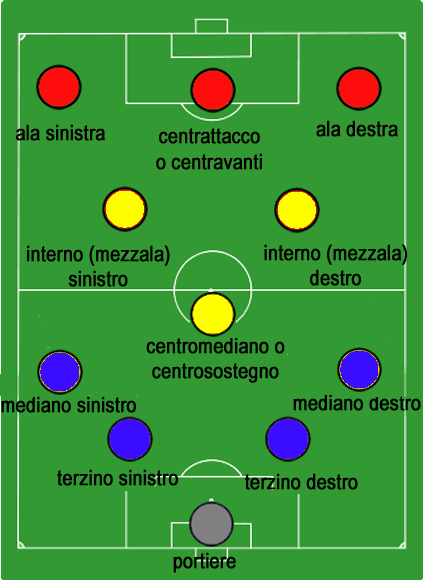
Taktyka The Metodo

Vittorio Pozzo w 1929 roku ponownie objął reprezentację Włoch, z którą w latach 30. święcił największe sukcesy. Zdobył z nią dwukrotnie mistrzostwo świata w 1934 i 1938 roku, a także doprowadził ją do wywalczenia złotego medalu na letnich igrzyskach olimpijskich 1936 w Berlinie. Jest jedynym do tej pory trenerem, który dwukrotnie wygrał mundial oraz wygrał mundial i igrzyska olimpijskie.
Był także trenerem reprezentacji w czasie II wojny światowej, a także po jej zakończeniu. Pozzo odszedł po igrzyskach olimpijskich 1948 w Londynie. Pozzo po raz ostatni prowadził reprezentację Włoch w przegranym meczu ćwierćfinałowym 5:3 z reprezentacją Danii. Łączny bilans meczów Włochów pod wodzą Pozzo: 90 meczów - 61 zwycięstw - 16 remisów - 13 porażek.

## Ostatnie lata życia
Pozzo po zakończeniu kariery trenerskiej został dziennikarzem włoskiej gazety La Stampa, dla której relacjonował mecze reprezentacji Włoch podczas mistrzostw świata 1950 w Brazylii. Był również świadkiem zdobycia przez reprezentację tytułu mistrza Europy 1968. Kilka miesięcy później, dnia 21 grudnia 1968 roku w Ponderano Vittorio Pozzo zmarł w wieku 82 lat.

## Sukcesy

### Reprezentacja
- mistrz świata: 1934, 1938
- mistrz olimpijski: 1936

## Ciekawostki
- Przed meczem finałowym mistrzostw świata 1938 z Węgrami, Pozzo otrzymał od Benito Mussoliniego telegram zawierający trzy słowa: Zwycięstwo albo śmierć[2]. Na szczęście Włosi pokonali Węgrów 4:2.
- Pozzo jest twórcą taktyki Metodo – ustawienia, które było zmodyfikowaną wersją piramidy, czyli ustawienia 2-3-5. Metodo polegało na wycofaniu dwóch napastników (2-3-2-3), dzięki czemu drużyna była skuteczniejsza w obronie i mogła łatwiej wyprowadzać kontrataki.
- Pozzo w młodości chodził na mecze Manchesteru United i Derby County[3].